# Giovani a bagno. Studio per la Baignade
Giovani a bagno. Studio per la Baignade (Garçons se baignant. Étude pour une Baignade) è un dipinto a olio su tavola (16x25 cm) realizzato nel 1883 dal pittore Georges-Pierre Seurat.
È conservato nel Musée d'Orsay di Parigi.
Prima di realizzare il, Une baignade à Asnières, Seurat realizzò numerosi studi sezionando il dipinto in diverse parti; il quadro in questione raffigura dei bagnanti sulle sponde della Senna.